# Gregorio Naro
Gregorio Naro (né à Rome, en 1581, et mort à Rieti, le 7 août 1634) est un cardinal italien du XVIIe siècle. Il est un neveu du cardinal Marcello Lante (1606) par sa mère.

## Repères biographiques
Naro étudie à l'université de Pérouse. Il va à Rome, où il est notamment référendaire au tribunal suprême de la Signature apostolique et clerc à la Chambre apostolique. Il est gouverneur de Civitavecchia en 1624-1625 et auditeur-général de la Chambre apostolique. Naro est nommé protonotaire apostolique en 1626.
Il est créé cardinal par le pape Urbain III lors du consistoire du 19 novembre 1629. En 1634 il est nommé évêque de Rieti et est consacré le 12 mars de la même année par Marcello Lante avec comme co-consécrateurs Tiberio Cenci et Lodovico Cinci.

## Succession apostolique
Gregorio Naro a ordonné les évêques suivants :
- Archevêque Antonio Severoli (1634)
- Évêque Antonio Arrigoni, O.F.M.Obs. (1634)